# Танковая колонна

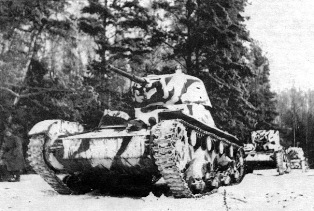
Танковая колонна (строй) Т-26, перед битвой под Москвой, декабрь 1941 года.

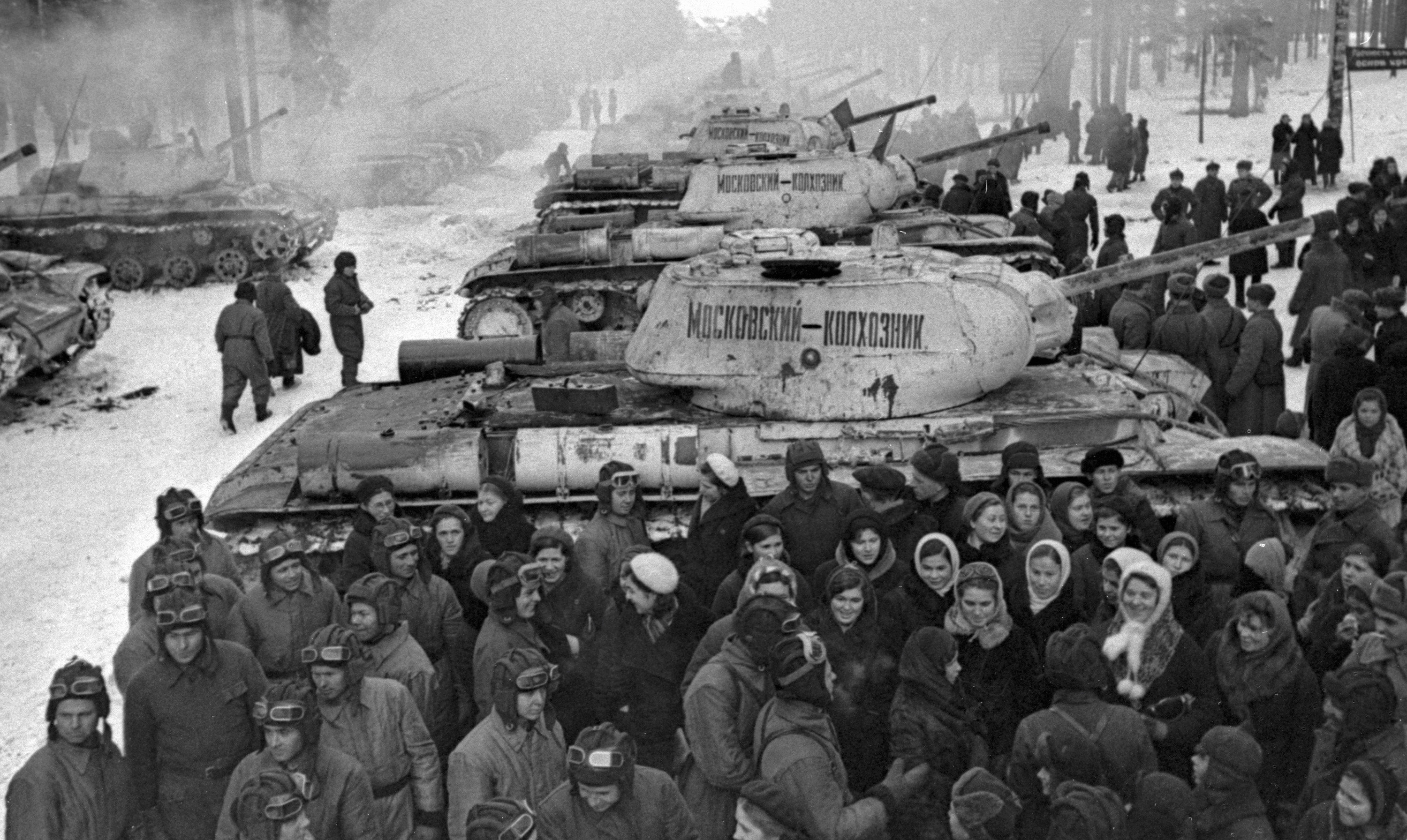
Именные боевые машины. Колхозники Московской области передают советским воинам танки КВ-1С колонны «Московский колхозник», декабрь 1942 года, танки построены в две шеренги, фото Ивана Шагина.

Танковая колонна, в военном деле России, современного и советского периодов:
1. построение (строй) боевых машин (танков);
2. временное формирование (подразделение), оснащенное на средства трудящихся, одна из форм всенародной помощи фронту в годы Великой Отечественной войны.[1] Внесение средств производилось добровольно в коллективной и индивидуальной форме.

## Формирования

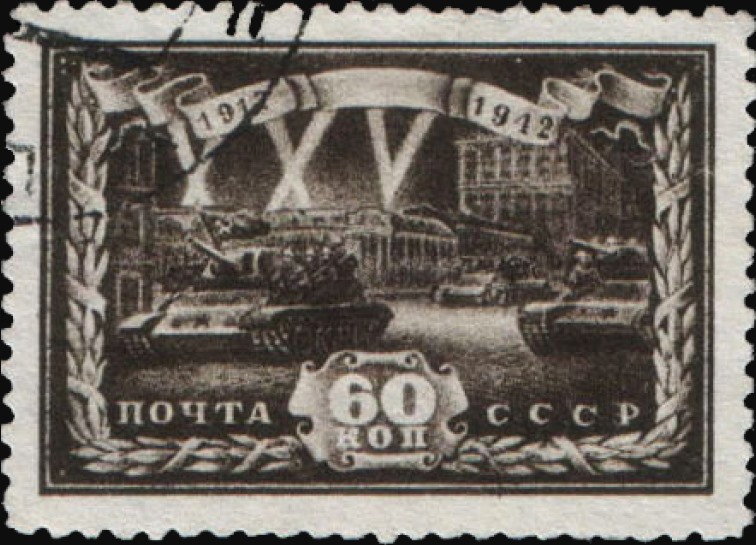
Почтовая марка СССР, 1943 год

За годы войны, по данным ГАБТУ, гражданами было собрано на бронетанковое вооружение и технику около 6 млрд. рублей (по другим данным свыше 5 млрд. рублей), на которые были построены и переданы в войска 30 522 танка — примерно треть от построенных в годы войны.
По данным М. В. Коломиеца сбор средств был начат в сентябре 1941 года, но реально боевые машины стали поступать в войска в начале 1942 года, последняя именная машина была передана в апреле 1945 года.
Считается, что инициаторами стали рабочие Челябинского абразивного завода, по их предложению осенью 1941 года был инициирован сбор средств на строительство танковой колонны имени Челябинского комсомола. 
Поскольку стоимость даже одного танка была очень велика (например, стоимость одного Т-34 составляла от 269,5 тыс. рублей в 1941-м до 193 тыс. рублей в 1942-м), часть средств выделяло государство. Так например, в 1942 году Кооперация инвалидов РСФСР собрала 375 тысяч рублей, государство добавило средств, и на 450 тыс. рублей были построены два танка. 
Отдельные танки в составе передаваемых в войска колонн могли иметь именные наименования. Так танки танковой колонны «Революционная Монголия» (32 танка Т-34, 21 танк Т-70) переданная в 1943 году в состав 112-й танковой бригады, имели собственные имена.

## Некоторые известные танковые колонны
- имени Челябинского комсомола
- имени Революционной Монголии или «Революционная Монголия»
- «Шамиль»
- «Давид Сасунский»
- «Лембиту»
- «Димитрий Донской»
- «Таганрог»
- «Металлурги Казахстана»
- «Вологодский колхозник»
- «Агинский колхозник»
- «Тамбовский колхозник»
- «Московский колхозник»
- «Куйбышевский колхозник»
- «Горьковский колхозник»
- «Ивановский колхозник»
- «Иркутский комсомолец»[4]
- «Рязанский колхозник»
- «Воронежский колхозник», см. 1 гв.мк
- «Новосибирский колхозник»
- «Колхозник Грузии»
- «Коми колхозник»
- «Красная Татария»
- «Колхозник Удмуртии», передана подразделению гвардии старшего лейтенанта П. И. Трофимова, 1 гв.мк
- «Советский печатник»
- «Советский полярник»
- «ХХ лет Советского Узбекистана»

и другие.

## Некоторые именные танки

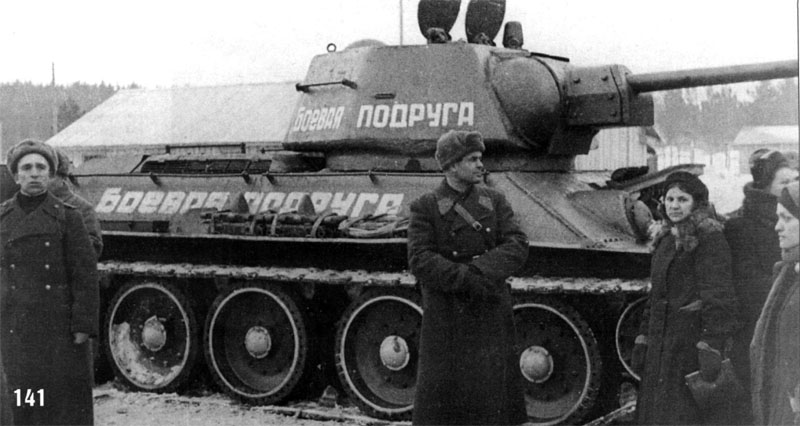
Передача танка Т-34 «Боевая подруга» экипажу Марии Октябрьской коллективом Свердловского хлебомакаронного комбината. 93-я танковая бригада. Зима 1943 года

- «Малютка» (Т-60) — средства на постройку в 1943 году собрали дети Омской области, инициатором стала шестилетняя Ада Занегина, чей отец-танкист погиб в ходе Курской битвы. Командир — Николай Козюра, механик-водитель — Екатерина Петлюк.
- «Боевая подруга» (Т-34) — танк построенный на средства Марии Октябрьской в дальнейшем ставшей механиком-водителем данной машины, Героем Советского Союза. Командир — Пётр Чеботько.
- «За Зину Туснолобову!» — пять танков Т-34 в честь старшины медслужбы Зины Туснолобовой, изготовленные рабочими Уралмаша сверх плана.
- «Колхозник Переславщины» — танк Т-34-85 командира 35-й мехбригады подполковника Я. С. Задорожного, построенный в 1944 году на личные сбережения жителей Переславского района Ярославской области.
- «Сингуровский колхозник» — танк Т-34, построенный на средства жителей села Сингури Маевской А.И, Кошкаревой Л.М; Боровик А.А, Прилипко С.И передан в 1943 году экипажу лейтенанта Громова из 54-й гвардейской танковой бригады.[7][8]